# 칠원 윤씨
칠원 윤씨(漆原尹氏)는 경상남도 함안군 칠원읍을 본관으로 하는 한국의 성씨이다.

## 역사
칠원 윤씨(漆原尹氏) 시조(始祖) 윤시영(尹始榮)은 신라 태종무열왕(太宗武烈王) 때 태자태사(太子太師)를 지냈다고 한다. 《경신보(庚申譜)》 상계편(上系篇)에는 시조의 탄생설화가 나와 있는데, 칠원현(漆原縣)에 사는 윤씨(尹氏) 부인이 꿈에 신인(神人)으로부터 아이를 낳거든 이름을 시영(始榮)이라 하라는 말을 듣고 이름을 지었다고 한다. 또한 《경신보》의 세록편(世錄遍)에는 윤시영이 칠원백(漆原伯) 혹은 호장랑(戶長郞)을 지냈다고 하며, 7대에 걸쳐 봉군(封君)되었다고 적혀 있다. 윤시영의 아들 윤황(尹璜)은 판태사국사(判太史局事)를 지냈는데, 이후의 세계(世系)가 실전(失傳)되어 고려에서 칠원현의 호장(戶長)을 지낸 윤거부(尹鉅富)를 1세조로 한다.
윤거부의 16세손 윤수(尹秀)가 군부판서(軍簿判書)·응양군(鷹揚軍) 상호군(上護軍)을 역임하였다. 윤수의 아들 윤길손은 응양군 상호군(上護軍), 윤길보(尹吉甫)는 응양군 대호군(大護軍)을 역임하였고, 윤길보의 아들인 윤환(尹桓)이 칠원부원군(漆原府院君)으로 봉해졌다.

## 본관
칠원(漆原)은 경상남도 함안군(咸安郡) 칠원면 일대의 지명이다. 본래 백제의 칠토현(漆吐縣)이었다. 757년(신라 경덕왕 16) 칠제(漆隄)로 고쳐서 의안군(義安郡 : 昌原)에 예속시켰다. 고려 초에 칠원(漆原)으로 고쳐 1018년(현종 9) 김해(金海)에 속하게 하였다. 조선 초기에 칠원현으로 고친 후, 선조 때 창원(昌原)에 속하였다가 광해군 때 현(縣)이 되었다. 1896년 경상남도 칠원군이 되었으나, 1914년 함안군에 폐합되어 칠원면, 칠서면, 칠북면의 3면으로 편성되었다.

## 분파
- 충효공파(忠孝公派)
충효공 할아버지는 18세조이시며 휘는 윤환이시다. 슬하에 자녀가 없어 둘째 동생인 칠성부원군의 둘째 아들 천효씨를 양자하시어 3명의 손자를 두었는데 큰 손자는 판결사공파(윤조생), 둘째 손자는 생원공파(윤신생), 셋째손자는 낭장공파(윤광우)로서 파계를 형성하고 있다.
  - (1) 판결사공파
판결사공은 20세조 이시며 휘는 조생이시다. 벼슬은 통정대 부 장례원판결사를 지내셨고, 묘소는 상장리 막곡 명덕봉 산기슭에 있다. 조선 초기에 경상도 칠원에서 “정양 갈성” 지금의 정산면 백곡리로 처음 입향하시어 후손들이 많이 번손하였다. 공께서는 5남을 두셨는데 아래와 같이 계열을 형성하고 있다
    - 사직공계(윤연): 무후이시다
    - 충순위공계(윤적): 일명 하동파라고도 불리며, 경남 하동에 집성촌을 이루고있다. 후손은 소수이다.
    - 집현전교리지제교계(윤형): 일명 막곡파라고도 하며 상장리에 집성촌을 이루고있다 그 후손은 소수이다.
    - 군수공계(윤신노): 일명 지곡파라고도 하며 공주, 청양, 고령, 화성 등에 집성촌을 이루며 평택, 수원, 김포, 여주에도 소수가 거주하고 있다.
    - 사직공계(윤신충): 예컨데 신충이 무손과 번손을 낳았고 무손은 무후이고, 번손은 청안현감을 지내고 슬하에 기와 지 두 아들을 두었다. 기는 사형과 사영을, 지는 사보를 낳았는바 사형의 후손은 강원도 춘천, 홍천(일명:춘천파)에서, 사영의 후손은 인양, 아산(일명:해대파)에서 사보의 후손은 목면 화양리(일명:오산파)에서 집성촌 을 이루고 있다.

  - (2) 생원공파
생원공은 20세조 이시며 휘는 신생으로 세종원년에 사마시 에 합격하여 생원이 되셨다. 공께서는 탄천 덕지리 종안서당골로 입향하신 후 두 아드님을 두셨는데 장남인 윤제는 충청파로서 탄천에 살고 차남이신 윤달은 진사공파로 거제도로 이주하시어 거제파종중의 파조가 되신다. 따라서 충청파인 생원공파와 거제파인 진사공파로 구분하고 있다.
    - 충청파(생원공파)의 파계는
      - 맹산공파: 논산에 집성촌을 이루며 공주 부여에 일부거주
      - 승사랑공파: 부여에 집성촌을 이루며 공주 논산에 일부거주
      - 전적공파: 장평 청남 목면에 집성촌을 이루며 부여 일부거주
      - 동지사공파: 부여에 소수만이 거주
      - 진사공파: 익산에 집성촌을 이루고 있다

    - 거제파(진사공파)는 거제시 연초면 다공리, 동부면 명진리, 거제시 아주동에 집성촌을 이루고 있으며, 마을 이름을 따서 다공계, 명진계, 아주계로 구분 하고 있다.

  - (3) 낭장공파
낭장공은 20세조 이시며 휘는 광우이시다. 대제학공의 3 남으로 충북 음성과 경기 양평에 집성촌을 이루면서 여주에도 소수가 거주하고 있다.
1960년에 발행된 경자대보 범례를 보면 낭장공파는 처음에 족보에 기록이 없었는데 영조때 신유보에 별보로 편입되었다가 그 후에 족보에 수단이 되었다. 처음부터 족보에 수단이 되지 아니한 것은 낭장공파의 전해지는 말들이 대제학공계의 판결사공과 생원공과는 다르다고 보았기 때문 이었다.
- 대언공파(代言公派)
18세조이시며 휘는 자이시다. 대언공의 후손은 큰 아들 양성당공파(윤지)와 작은 아들 순수공파(윤사)를 들 수 있다.
  - (1) 양성당공파(윤지)
21세조로 휘는 지이고, 집현전 학사로서 호는 양성당이다. 함안, 마산, 창원, 의령, 합천, 나주, 고성 등에 거주하고 있으며, 파계는 아래와 같다
    - 생원공파: 큰집
    - 군수공파: 둘째집
    - 대제학공파: 셋째집

  - (2) 순수공파(윤사)
21세조로 휘는 사이고 호는 순수이다.
풍덕, 당진, 서울, 진천, 충주, 거제, 평택, 양산 ,남원, 합 천, 장단, 파주, 칠원, 유산, 대전, 칠곡, 제천, 화성, 평택 등에 집성촌을 이루고 있다. 파계는 아래와 같다.
    - 생원공파
    - 판관공파
    - 집의공파
    - 송월암공파
- 칠성공파(漆城公派)
18세조로서 휘는 장이고 군호가 칠성부원군이다. 서울에만 소수가 거주하고 보첩에는 칠성군파로 표시하고 있다.
- 사윤공파(司尹公派)
18세조로서 휘는 화이고 벼슬은 좌사윤이다. 부안에 소수가 집성촌을 이루고 있으며, 보첩에는 사윤공파로 표시하고 있다.
- 부원군파(府院君派)
18세조로서 휘는 공이고 칠성부원군에 봉해졌다. 보성에 집성촌 을 이루면서 고흥, 순천 등지에 소수가 거주하고 있다.
- 장군공파(將軍公派)
17세조로서 휘는 계유이며 벼슬은 대장군에 올랐다. 보은에 소수가 집성촌을 이루고 있다.

1980년도에 발행된 경신보가 5권으로 3천500페이지에 달하는 큰대보였었는데, 
이에 비하면 최근 2001년도 발행된 경진대동보는 11권에 10.000페이지에 달하는 그야말로 방대한 대보이다.
이는 위에서 보는 바와 같이 윤문중에서도 충효공파와 대언공파의 후손이 번손한데서 기인한 것임을 알 수 있다.

## 역사 인물
- 윤수(秀) : 고려 충렬왕 때 군부판서(軍簿判書), 응양군상호군(鷹揚軍上護軍)
- 윤저(抵) : 윤수의 증손. 조선 태조 때 상장군이 되고 제2차 왕자의 난 때 태종을 도와 좌명공신 3등에 책록, 찬성사가 되었다.
- 윤석보(碩輔) : 직제학을 지내고 청백리에 녹선되었다.
- 윤풍형(豊亨) : 윤석보의 아들. 관찰사, 부제학을 역임하였다.
- 윤탁연(卓然) : 윤석보의 증손. 명종 때 춘추관기사관으로 '명종실록' 편찬에 참여하고, 옥당, 3도관찰사, 형조, 호조판서를 지냈으며, 선조 때 종계변무(宗系辨誣)의 공으로 칠계군에 봉해졌다.
- 윤지술(志述) : 숙종 때 유생으로 신임사화에서 화를 입었으며, 임창, 이의연과 함께 3포의(三布衣)로 일컬어졌다.
- 윤병한(炳漢) : 민주당 국회의원, 5대 국회의원, 1917년생 출생하여 2000년 타계하였다.
- 윤상현(相現) : 국민의힘 국회의원, 전두환 대통령의 전 사위. 제18·19·20·21·22대 국회의원을 역임하였다.

## 과거 급제자
칠원 윤씨는 조선시대 문과 급제자 27명을 배출하였다.
문과
윤가적(尹嘉績) 윤경룡(尹敬龍) 윤경주(尹敬周) 윤광국(尹光國) 윤광원(尹光遠)
윤길원(尹吉元) 윤동교(尹東郊) 윤방헌(尹邦憲) 윤사국(尹師國) 윤상학(尹尙學)
윤석보(尹碩輔) 윤안기(尹安基) 윤양승(尹陽昇) 윤우정(尹遇丁) 윤일복(尹一復)
윤자신(尹自莘) 윤조원(尹調元) 윤준제(尹遵悌) 윤지원(尹志遠) 윤지태(尹志泰)
윤지형(尹志衡) 윤지화(尹志和) 윤창명(尹昌鳴) 윤치적(尹致績) 윤탁연(尹卓然)
윤풍형(尹豊亨) 윤흥적(尹興績)
무과
윤겸(尹謙) 윤구선(尹龜善) 윤대임(尹大任) 윤대형(尹大亨) 윤덕황(尹德璜)
윤발(尹潑) 윤붕(尹鵬) 윤상각(尹商覺) 윤상유(尹商裕) 윤성래(尹聖來)
윤성신(尹聖臣) 윤성임(尹聖任) 윤시건(尹時健) 윤옥(尹沃) 윤일남(尹一男)
윤정보(尹廷輔) 윤처신(尹處莘) 윤추(尹樞) 윤충남(尹忠男) 윤치의(尹致誼)
윤홍선(尹弘善) 윤희(尹憘)

## 항렬자
| 31세          | 32세    | 33세   | 34세            | 35세   | 36세            | 37세          | 38세            | 39세          | 40세            | 41세          | 42세            | 43세          | 44세            | 45세          | 46세            | 47세          | 48세            | 49세          | 50세            | 51세          | 52세            | 53세          | 54세            | 55세          | 56세            | 57세          | 58세            |
| ------------- | ------- | ------ | --------------- | ------ | --------------- | ------------- | --------------- | ------------- | --------------- | ------------- | --------------- | ------------- | --------------- | ------------- | --------------- | ------------- | --------------- | ------------- | --------------- | ------------- | --------------- | ------------- | --------------- | ------------- | --------------- | ------------- | --------------- |
| 환(桓) 경(敬) | ○국(國) | 재(載) | ○의(義) ○의(誼) | 영(永) | ○학(學) ○근(根) | 병(炳) 형(炯) | ○원(遠) ○규(逵) | 종(鍾) 호(鎬) | ○순(淳) ○수(洙) | 상(相) 주(柱) | ○묵(黙) ○훈(勳) | 효(孝) 교(敎) | ○흠(欽) ○진(鎭) | 해(海) 부(溥) | ○식(植) ○모(模) | 찬(燦) 혁(爀) | ○균(均) ○배(培) | 용(鎔) 기(錤) | ○한(漢) ○연(淵) | 동(東) 정(程) | ◯환(煥) ◯섭(燮) | 규(圭) 규(奎) | ◯전(銓) ◯갑(鉀) | 철(澈) 자(滋) | ◯영(榮) ◯권(權) | 현(炫) 희(熙) | ◯기(基) ◯곤(坤) |